# Intel·lectualisme
L'intel·lectualisme denota l'ús, el desenvolupament i l'exercici de l'intel·lecte; la pràctica de ser intel·lectual; i la vida de la ment. En el camp de la filosofia, l'"intel·lectualisme" ocasionalment és sinònim de "racionalisme", és a dir, el coneixement es deriva principalment de la raó. També en altres camps així com en el de la psicologia s'utilitza en contraposició al voluntarisme i en l'àmbit ètic contrari al pragmatisme. Socialment, l'"intel·lectualisme" mostra una connotació negativa: l'únic propòsit ("massa atenció al pensament") i la fredor emocional ("absència d'afecte i sentiment").